# Shadow Warrior
『Shadow Warrior』（シャドウ・ウォリアー）は、3D Realms社が1997年に開発したMS-DOS用ファーストパーソン・シューティングゲーム。
FPS初期の作品としては『Duke Nukem 3D』と並ぶ3D Realmsの代表作であり、間違った日本の描写が特徴のバカゲーとしても知られる。
2013年にオリジナル版のグラフィックを高解像度化した『Shadow Warrior Classic Redux』と、ストーリーなどを一新したリメイク版『Shadow Warior』が発売された。

## 概要
開発は3D Realms、発売はGT Interactive（現・Atari)。日本版はP&Aから発売されている。
ゲームエンジンとして前作の『Duke Nukem 3D』と同じBuild engineの改良版が使用されている。主な改良点としては、これまでのようにマップを2Dで処理する擬似3D（2.5D）ではなく部屋の上に部屋があるなどの完全3Dのステージ、特殊武器やアイテムなどのオブジェクトにスプライト画像ではなくポリゴンが用いられる、水の透過処理、搭乗可能な砲台などが挙げられる。作風は『Duke Nukem』と似ており、暴力的な内容にバカゲー的なユーモアと性的な表現を含んでいる。1998年には『East Meets West』と題する『Duke Nukem』と『Shadow Warrior』のコンビネーション版もGT Interactiveより発売されている。
2005年には3D Realmsによって『Shadow Warrior』のソースコードがGPLのもとで公開された。2013年5月にはDevolver DigitalによってSteamで無料公開された。

## ストーリー
この世界の日本企業は、暗殺などをこなすシャドウ・ウォリアーと呼ばれる者たちを雇っていた。彼らの頂点とされるニンジャ・マスターであるロー・ワンは、日本のあらゆる主要産業を支配する複合企業であるジラ・エンタープライズで働いていた。しかし社長のマスター・ジラが闇の世界から召喚したクリーチャーによって日本征服を企んでいることを知り、ワンはジラ・エンタープライズを退職した。マスター・ジラはワンの力を脅威だと考え、セップク・ステーションにある彼の道場にクリーチャーたちを追手として差し向けた。
ワンは師匠であるマスター・リープ老師の助言を得るため、追手を蹴散らしながら老師の居宅を訪れるが、老師は既に追手に襲われて虫の息であった。復讐を誓ったワンは日本各地のジラの拠点を壊滅させながら、富士山火口の地下にあるジラの本拠地を目指す。

## ゲームプレイ
『Shadow Warrior』は前作の『Duke Nukem 3D』と同じBuild engineを用いていることもあり、プレイ感はよく似ている。3Dのステージと複数の「レベル」が用意され、敵を倒しながら若干パズル的な要素を解いて各レベルをクリアするという、当時のFPSとしては一般的なものである。
武器として手裏剣や刀などの日本的なものが採用されているのが特徴的だが、粘着爆弾を採用した史上初のFPSでもある。Uziやライオットガンなどのショットガンの他に、『イレイザー』にインスパイアされたレールガンも登場する（レールガンをゲットした時、ロー・ワンは"Time to get erased! Ha ha!"と叫ぶ）。また、とある敵の頭と心臓を利用することが出来る。
このゲームでは他にも、これまでのゲームには存在しなかった野心的な要素がいくつか採用されている。例えば、プレイヤーが自由に乗り込んで操作できるタレットや戦車などの乗り物がある。いくつかの武器ではモード変更によって別の砲弾を使用出来る。登り降り可能なはしごが存在する。

## 開発
本作は、『Shadow Warrior 3D』として1994年に開発が始まり、『Hocus Pocus』（1994年発売）と同時期には初期のスクリーンショットが公開されている。しかしその後『Duke Nukem 3D』の大ヒットを受け、『Shadow Warrior』に『Duke Nukem 3D』風のユーモアが組み込まれることになった。Duke Nukemシリーズのプロデューサーでもある3D RealmsのGeorge Broussardは1996年に「我々は『Shadow Warrior』で『Duke Nukem 3D』を超えたいと思っている。それは非常に難しいが」とコメントしている。最終的にはアメリカで1997年5月に発売された。1997年度のE3のGT Interactiveのブースは『Shadow Warrior』一色であった。
2005年4月1日、3D Realmsは『Shadow Warraior』のソースコードをGNU General Public Licenseで公開した。日にちから当初はエイプリルフールのジョークだとも思われた。4月2日には早くも、以前にオープンソース化されていたDuke Nukemのフリー版である『JFDuke3D』からのフィードバックとLinuxのサポートが追加されたフリー版の『JFShadowWarrior』がリリースされた。
2012年12月19日、3D Realmsと独立系開発会社のGeneral ArcadeによってiOS版の『Shadow Warrior for iOS』がリリースされた。

## アドオン
「Wanton Destruction」「Twin Dragon」という2つのアドオンが存在する。両者共に本編終了後の時間軸で、今度はUSAが舞台。「Wanton Destruction」ではジラ・エンタープライズのアメリカ支社でマスター・ジラとの最後の決戦が、「Twin Dragon」ではダークサイドに落ちてサイボーグ化したロー・ワンの双子の弟との決戦が描かれる。Twin Dragonは1998年に、Wanton Destructionは2004年にネット上にフリーで公開された。「Deadly Kiss」というアドオンも1998年にスクリーンショットが公開されたが、リリースされていない。

## 批評
『Shadow Warrior』はそのリリースに当たっていくつかの批判を引き起こした。例を挙げると、『Computer Gaming World』誌に掲載された記事は、東アジアの社会と文化をごちゃまぜにした間違った世界観に基づいていると批評した。3D Realmsはその記事に対し、このゲームは「面白いゲーム」を作るために意図的にアジアのステレオタイプをごちゃまぜにした、「B級カンフー映画」のパロディであると返答した。イギリスのGameSpotの記事では主人公のロー・ワンを『Grand Theft Auto III』『Warcraft III』『スパルタンX』などのゲームに登場するアジア的背景を持ったキャラクターと比較し、アジア人に対する人種差別的ステレオタイプな例であると批判した。Springﬁeld大学のAnthony Sze-Fai Shui准教授は、ゲームに登場する日本企業の描写に「強欲」と「日本の伝統」が共存するとして、同様の懸念を表明した。
4Gamer.netの松本隆一は、グラフィックがしょぼいとしつつも、上下の概念など、当時から見れば先進的な要素もあったようだと述べている。
ライターのBRZRKはファミ通に寄せたレビュー記事の中で、日本人からすれば珍妙な世界観だとしつつも、FPSとしては適度な難易度で非常に面白いと評しており、プレイヤーが開発者の悪ふざけを楽しめれば、絶対印象に残るゲームといえると述べている。
特にマップについて、限られたメモリの中で、隠し部屋やイースターエッグといった、プレイヤーに探索をさせるための工夫が凝らしている点を評価している。